# Kyle Wilber
Kyle Wilber (Apopka, 26 aprile 1989) è un giocatore di football americano statunitense che gioca nel ruolo di linebacker per gli Oakland Raiders della National Football League (NFL). Fu scelto nel corso del quarto giro (113º assoluto) del Draft NFL 2012 dai Cowboys. Al college ha giocato a football a Wake Forest.

## Carriera professionistica

### Dallas Cowboys
Il 28 aprile 2012, Wlber fu scelto nel corso del quarto giro del Draft 2012 dai Dallas Cowboys. Nella sua prima stagione disputò 10 partite, nessuna delle quali come titolare, mettendo a segno 5 tackle.